# Amphisbaena xera
Amphisbaena xera är en ödleart som beskrevs av  Thomas 1966. Amphisbaena xera ingår i släktet Amphisbaena och familjen Amphisbaenidae. Inga underarter finns listade i Catalogue of Life.